# Casarão dos Parolin

Casarão dos Parolin em foto de 1991.

Casarão dos Parolin é uma edificação histórica da cidade de Curitiba, capital do estado brasileiro do Paraná.
O casarão foi construído pela família Parolin e foi sede da fazenda Parolin; fazenda esta que, após loteada, originou um dos bairros tradicionais da cidade: o bairro Parolin. Em consonância com a história da família, da fazenda e do bairro, em 12 de março de 1991, o casarão foi tombado como patrimônio histórico do município e do estado do Paraná.

## História
Construído no início do século XX pelo imigrante italiano Antonio Parolin para ser sua residência, foi sede da fazenda da família e após a colonização do local, transformou-se na principal edificação da pequena chácara que pertenceu aos seus descendentes até o ano de 2000. Antônio, que construiu a casa com as suas próprias mãos, morou ali até o seu falecimento, em 1962 e pela importância do imóvel em relação ao bairro Parolin, em 1990 foi tombado pela Secretaria da Cultura do Estado do Paraná. Na década de 2010, o imóvel pertence a Loja Maçônica do Paraná com a intenção de transformá-la em um pequeno museu local.

## Arquitetura
As linhas arquitetônicas do imóvel seguem ao padrão das residências dos imigrantes italianos sul-brasileiros: casas simples, com sótão habitável. Na sua fachada, existem três pequenos óculos para a ventilação natural e como elementos ornamentais de madeira, existem os lambrequins do beiral (que não são originais da época de sua construção) e o guarda-corpo do balcão.